# Boa Vista (Cap-Vert)
Pour les articles homonymes, voir Boa Vista (homonymie).
Boa Vista ou Boavista (belle vue en portugais), est une île de l'archipel des Îles de Barlavento au Cap-Vert. Cet archipel compte dix îles dont Boa Vista, qui est la troisième plus grande île.

## Présentation
L’île de Boa Vista est la plus orientale de l'archipel. La distance entre Boa Vista et le Sénégal n'est que de 550 km.
Boa Vista, capitale Sal Rei, est surtout connue pour la présence de nombreuses tortues, sa musique traditionnelle et son ultramarathon… mais les gens associent surtout Boa Vista à ses magnifiques plages infinies et ses dunes. Tous ces éléments assurent à Boa Vista une valeur établie dans le secteur touristique. L’île dispose d’un aéroport à Rabil et de nombreuses options d’hébergement pour les touristes.

## Géographie

### Subdivisions administratives de l’île
Boa Vista est subdivisée de la manière suivante, à des fins statistiques :
| Municipalité | Municipalité de Boa Vista                  | Municipalité de Boa Vista          | Municipalité de Boa Vista                                 |
| Freguesias   | Santa Isabel                               | Santa Isabel                       | São João Baptista                                         |
| ------------ | ------------------------------------------ | ---------------------------------- | --------------------------------------------------------- |
| Zones        | - Bofarreira - Estância de Baixo - Lacacão | - Povoação Velha - Rabil - Sal Rei | - Cabeça dos Tarrafes - Fundo das Figueiras - João Galego |

### Paysage
Boa Vista est, avec sa superficie de 620 km2, la troisième plus grande île, après Santo Antao et Santiago, située au sud de Sal et au nord de l’île de Maio. L’île est surtout plate, mais connaît aussi quelques montagnes comme Santo António, Rocha Estância, Monte Negro, Monte Caçador, Pico Forcado, Monte Vigia et Monte Estância comme le point le plus élevé (hauteur de 378 mètres).
Outre les montagnes, l’île a aussi des plages comme Cabral, Chave, Ervatão, Gatas, Santa Mónica et Varandinha.

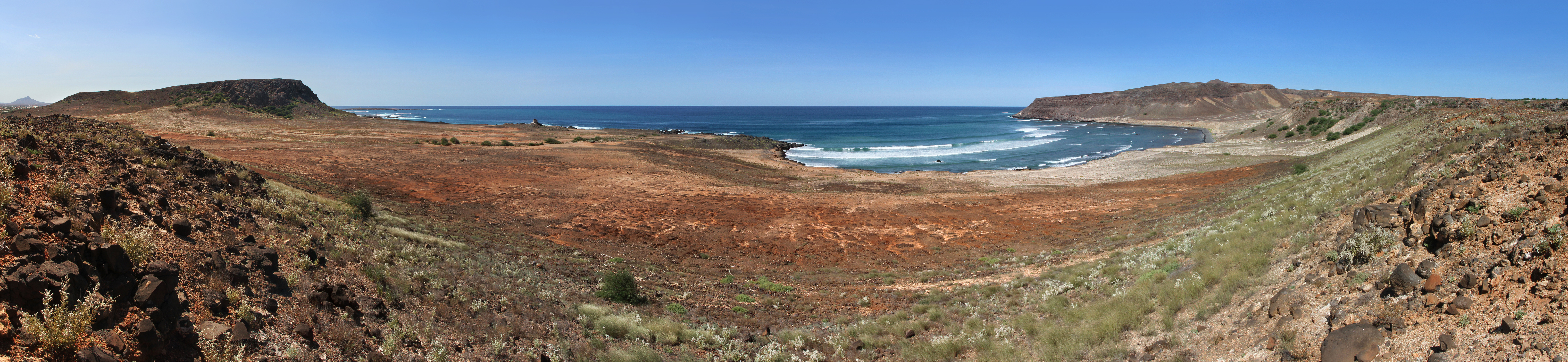
La côte au nord-ouest de Boa Vista en 2010.

## Histoire
Diogo Gomes, un explorateur portugais, a découvert les îles de Cap-Vert en 1456, alors qu'elles étaient encore désertes. L’île porte le nom Boa Vista, qui signifie « belle vue », parce que c’était la première impression de l’explorateur. Six ans plus tard, en 1462, les Portugais ont construit la première ville, Riberira, sur l’île de Santiago. En 1587, les îles de Cap-Vert sont devenues une colonie portugaise et depuis ce temps-là, les îles fonctionnaient comme étape pour le trafic des esclaves entre l’Afrique et l’Amérique.
Les esclaves étaient employés depuis 1620 dans les mines de sel de l’île, où ils récoltaient le sel des régions montagneuses, et où les pirates ne pouvaient les atteindre. Ce commerce du sel a stimulé l’essor économique de l’île, par lequel le Cap-Vert se positionnait de plus en plus comme centre commercial.
En 1975, le Cap-Vert a accédé à l'indépendance de façon pacifique. Dans le domaine politique, l’archipel est gouverné par un premier ministre depuis 2001. 

## Population
Au milieu du XIXe siècle la population de l'île était estimée à 4 000 habitants. La plupart de la population habite à Sal Rei, mais il y a aussi quelques autres villages où il y a jusque 100 habitants. Boa Vista a la plus petite population de toutes les îles habitées de Cap-Vert et c’est aussi le moins peuplé. Depuis les années 1900 la population croît peu à peu après une période de sécheresse et de famine ayant causé le départ de nombreux habitants. En 2010, Boa Vista compte pas moins de 8 554 habitants, une croissance de plus de 100 %, du fait de la construction d’hôtels, de villas, du stade…  Actuellement, Boa Vista compte 10 000 habitants.
La population de Boa Vista la plus représentée provient du métissage, du temps de la colonisation, entre des Portugais et des esclaves africains.
Depuis 1940, l'évolution démographique de Boa Vista a été :
| 1940  | 1950  | 1960  | 1970  | 1980  | 1990  |
| ----- | ----- | ----- | ----- | ----- | ----- |
| 2 779 | 2 985 | 3 263 | 3 569 | 3 372 | 3 452 |

| 2000  | 2010  | 2015   | - | - | - |
| ----- | ----- | ------ | - | - | - |
| 4 193 | 8 554 | 14 451 | - | - | - |

| Histogramme de l'évolution démographique de Boa Vista |        |
| \| 1940 \| 2 779 \| \| 1950 \| 2 985 \| \| 1960 \| 3 263 \| \| 1970 \| 3 569 \| \| 1980 \| 3 372 \| \| 1990 \| 3 452 \| \| 2000 \| 4 193 \| \| 2010 \| 8 554 \| \| 2015 \| 14 451 \| |        |
| 1940 | 2 779  |
| 1950 | 2 985  |
| 1960 | 3 263  |
| 1970 | 3 569  |
| 1980 | 3 372  |
| 1990 | 3 452  |
| 2000 | 4 193  |
| 2010 | 8 554  |
| 2015 | 14 451 |

## Politique
Le Cap-Vert est régi au niveau municipal et au niveau national par deux partis : à gauche, le PAICV et à droite, le MpD. 
L'assemblée municipale de Boa Vista comprend 13 membres. L'éxécutif municipal (câmera) comprend 5 membres (actuellement du parti majoritaire MpD). Ils sont élus tous les 4 ans (prochaine élection en 2020).

## Économie
À l’époque, les habitants de Boa Vista vivaient de l’extraction du sel et de la culture de dattes. Depuis la fin du XXe siècle, l'île dépend du tourisme.

## Tourisme
Il y a une dizaine d'hôtels all-inclusive sur l’île : RIU Touareg (à Santa Monica, sud), RIU Karamboa et RIU Palace (à Rabil, ouest), Iberostar (à Rabil), etc. Il y a aussi des maisons d’hôtes et des appartements à louer à Boa Vista.

## Transport

### Transport aérien
À environ cinq kilomètres au sud-est de Sal Rei, à Rabil, se trouve l’Aéroport international de Boa Vista (IATA:BVC - ICAO:GVBA).

### Transport routier
Boa Vista est traversée par les routes nationales suivantes:
| Route    | Parcours                         |
| -------- | -------------------------------- |
| EN1-BV01 | Sal Rei - Rabil                  |
| EN3-BV01 | Rabil - Cabeça dos Tarrafes      |
| EN3-BV02 | EN1-BV01 - Bofarreira - EN3-BV01 |
| EN3-BV03 | Rabil - Povoação Velha           |
| EN3-BV04 | EN3-BV03 - Lacação               |
| EN3-BV05 | Rabil - Estância de Baixo        |

## Galerie

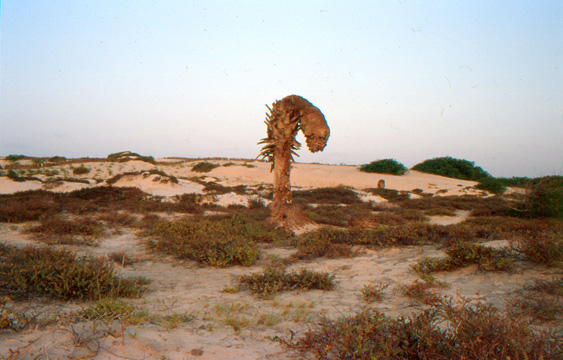
Paysage de Boa Vista.
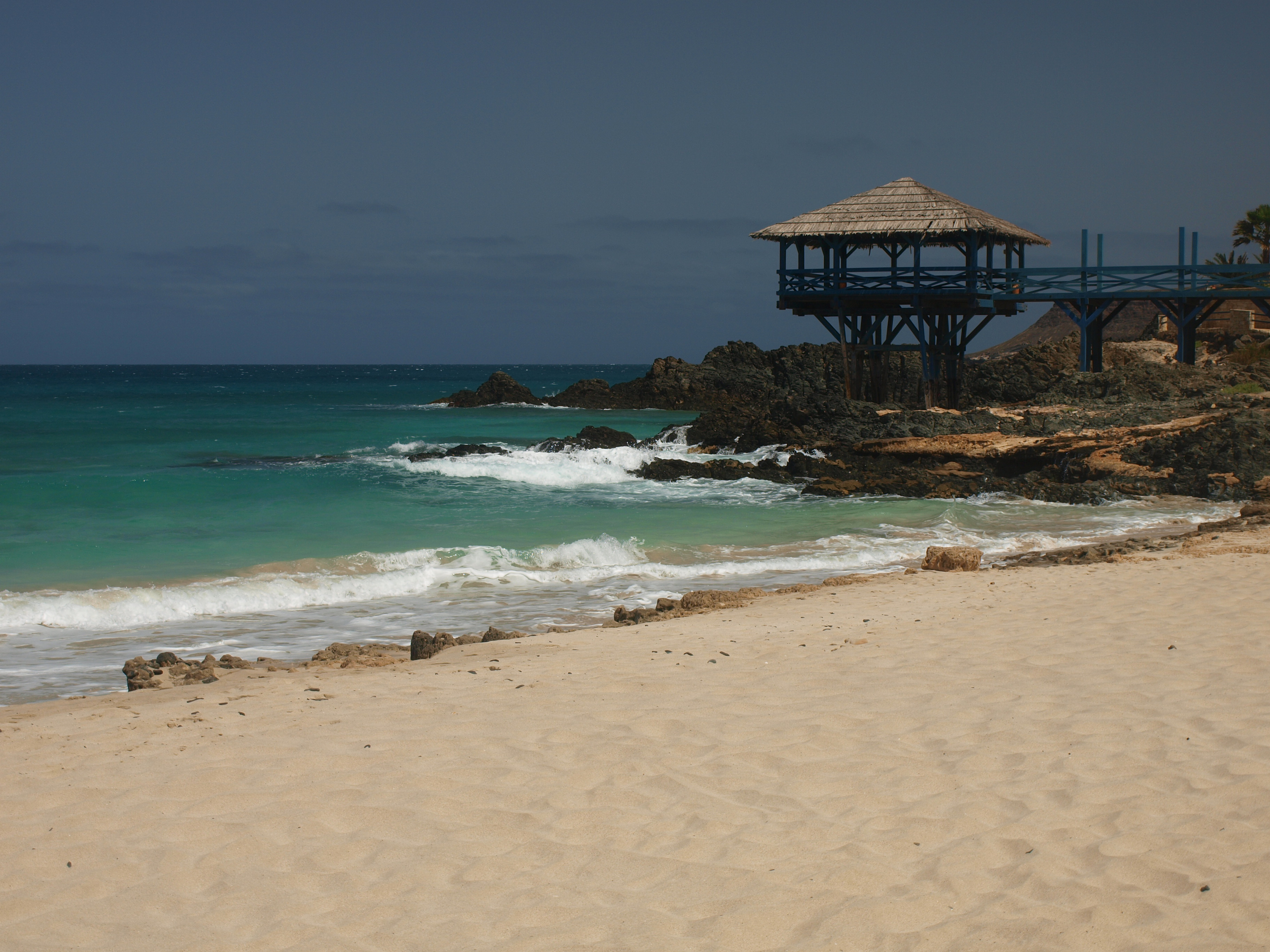
Praia de Cabral à Boa Vista.
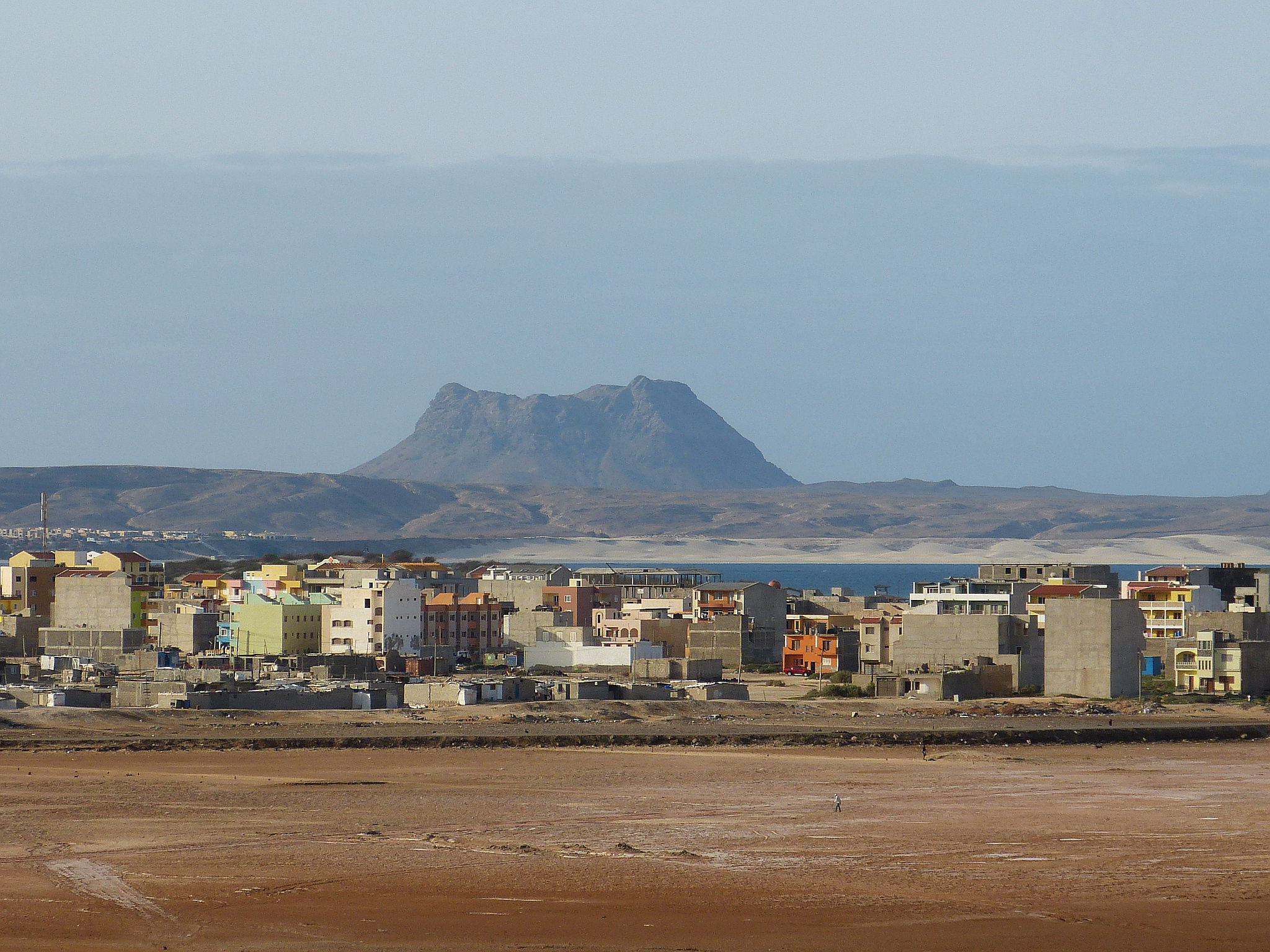
Sal Rei
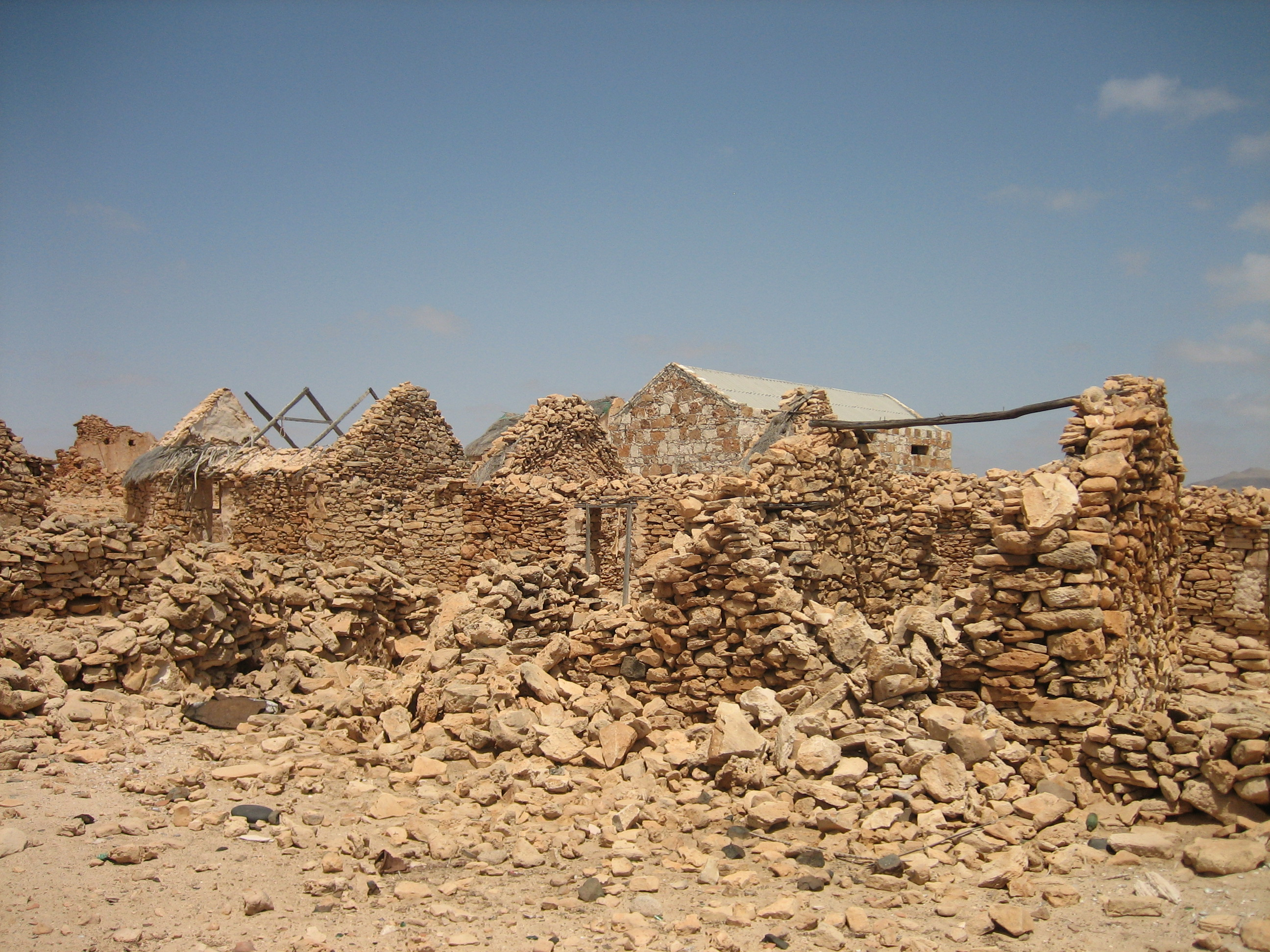
Ruines du village Curral Velho.
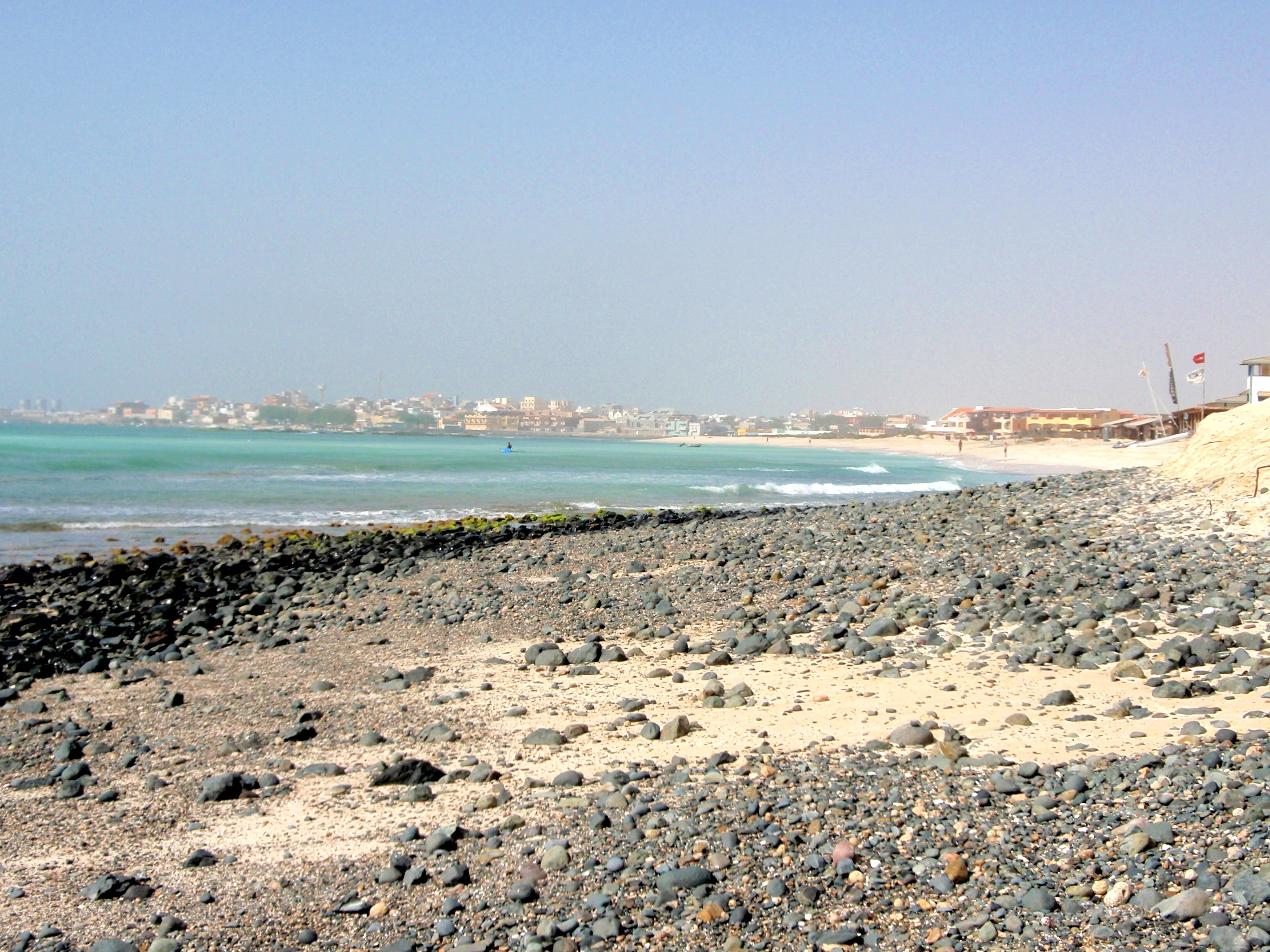
Plage de Sal Rei.